# Echos
Echos (укр. луна, відлуння) — восьмий студійний альбом німецького гурту Lacrimosa. На цьому альбомі дуже помітний вплив класичної музики, зокрема в композиції Kyrie, яка повністю складається с оркестрового та хорового звучання. З цього альбому вийшов один сингл Durch Nacht und Flut.

## Список композицій
| #  | Назва                                                              | Автор      | Тривалість |
| -- | ------------------------------------------------------------------ | ---------- | ---------- |
| 1. | «Kyrie» (Overture)                                                 | Тіло Вольф | 12:42      |
| 2. | «Durch Nacht und Flut» (Suche — Part 1)                            | Тіло Вольф | 6:03       |
| 3. | «Sacrifice» (Hingabe — Part 1)                                     | Тіло Вольф | 9:28       |
| 4. | «Apart» (Bittruf — Part 1)                                         | Анне Нурмі | 4:16       |
| 5. | «Ein Hauch von Menschlichkeit» (Suche — Part 2)                    | Тіло Вольф | 5:05       |
| 6. | «Eine Nacht in Ewigkeit» (Hingabe — Part 2)                        | Тіло Вольф | 5:52       |
| 7. | «Malina» (Bittruf — Part 2)                                        | Тіло Вольф | 4:48       |
| 8. | «Die Schreie Sind Verstummt» (Requiem für drei Gamben und Klavier) | Тіло Вольф | 12:42      |